# Ролдугин, Игорь Николаевич
И́горь Никола́евич Ролду́гин (родился 25 июня 1959, Липецк) — российский художник, российский кинорежиссёр, сценарист, сценограф

, художник-постановщик, член профессионального союза художников России. Участник российских и зарубежных выставок.

## Биография
С 1978 года начал заниматься самостоятельно живописью, следуя традициям старых мастеров и наивного искусства.
В 1987 окончил дизайнерские курсы при областном управлении культуры в г. Липецке.
Участник многих выставок в России (Москва, Санкт-Петербург, Смоленск, Ранинбург, Липецк, Мурманск, Саратов) и за рубежом: в Швейцарии (Берн, 1990), Португалии (Порту, 1991), Швеции (Боден, 1992).
Работы И. Ролдугина находятся в Смоленском государственном музее им. С.Конёнкова, в частных коллекциях России (более 10 городов) и за рубежом — в Швеции, Дании, Норвегии, Голландии, Финляндии, Польше, Греции, Франции, США. Коллекционерами работ И. Ролдугина являются: народный артист СССР Олег Табаков и Марина Зудина, кинорежиссёр Владимир Меньшов, писатель Виктор Ерофеев и многие другие деятели искусства, бизнеса, политики.  (недоступная ссылка)
С 1989 г начинает режиссёрскую деятельность на малой сцене Липецкого академического драматического театра.
С 1992 режиссёр и сценограф «Маленького театра» г Липецк, где поставил ряд спектаклей 
С 2004 пишет сценарии для детских короткометражных, научно-популярных и анимационных фильмов 
С 2007 г художник постановщик и сценарист на киностудии Леннаучфильм 
С 2010 по 2012г руководил экспериментальной телестудией «Околоколомна»   Цикл документальных фильмов о Коломне.
С 2010 года по 2017 г. художник — постановщик и сценарист «Музейного театра»   (Город-Музей) и экспериментального театра «Pastila»  
С 2015 г. по настоящее время художник — постановщик и сценарист в московском театре «Parabasis»  

## Фильмография
| Год  |     | Русское название | Оригинальное название            | Роль                                 |
| ---- | --- | ---------------- | -------------------------------- | ------------------------------------ |
| 2005 | кор |                  | "Настя дочь кондуктора"          | художник-постановщик                 |
| 2006 | кор |                  | "Семьдесят раз семь"             | художник-постановщик                 |
| 2007 | кор |                  | "Кукла рождественской девочки"   | художник-постановщик                 |
| 2008 | кор |                  | "Волшебные очки"                 | художник-постановщик, сценарист      |
| 2008 | кор |                  | "Происхождение вещей"            | художник-постановщик, сценарист      |
| 2010 | кор |                  | "Красота Божьего мира"           | художник. сценарист                  |
| 2010 | кор |                  | "Околоколомна"                   | режиссёр, художник, режиссёр монтажа |
| 2011 | кор |                  | «Рождественская сказка»          | художник-постановщик                 |
| 2011 | кор |                  | "Ледяной дом"                    | режиссёр, художник-постановщик       |
| 2011 | кор |                  | "Пушкин и Коломна"               | художник-постановщик, сценарист      |
| 2011 | кор |                  | "Борис Пильняк" Роман с Коломной | режиссёр, художник-постановщик       |
| 2011 | кор |                  | "Сам"                            | художник-постановщик, сценарист      |
| 2011 | кор |                  | "Николка"                        | художник-постановщик, сценарист      |
| 2011 | кор |                  | "Парижская история"              | художник-постановщик, сценарист      |
| 2012 | кор |                  | "Тарутино"                       | художник-постановщик, сценарист      |
| 2013 | кор |                  | "Мыльная история"                | художник-постановщик, сценарист      |
| 2014 | кор |                  | "Картонный человек"              | художник-постановщик, сценарист      |

### Участие в кинофестивалях
- 2006 — XIV МКФ «Золотой Витязь». Конкурсная программа детского игрового кино (г. Москва) — фильм «Настя дочь кондуктора».
- 2006 — VII МКФ «Сказка». Конкурсная программа (г. Москва) — фильм «Кукла рождественской девочки».
- 2009 — VI МБКФ «Лучезарный Ангел». Конкурсная программа (г. Москва) — фильм «Семьдесят раз семь».
- 2009 — VII МКФ «Покров». Конкурсная программа (г. Киев) — фильм «Семьдесят раз семь».
- 2009 — VII МКФ «Покров». Конкурсная программа (г. Киев) — фильм «Настя дочь кондуктора».
- 2009 — XIV МКФ «Радонеж». Конкурсная программа (г. Москва) — фильм «Кукла Рождественской девочки».
- 2009 — XIV МКФ «Радонеж». Конкурсная программа (г. Москва) — фильм «Волшебные очки».
- 2009 — VI МБКФ «Лучезарный ангел». Программа короткометражного кино (г. Москва) — фильм «Волшебные очки».
- 2009 — VI МБКФ «Лучезарный ангел». Программа короткометражного кино (г. Москва) — фильм «Кукла рождественской девочки».
- 2009 —VI Международный Благотворительный Кинофестиваль «Лучезарный ангел». Конкурсная программа (г. Москва) — фильм «Кукла рождественской девочки».
- 2009 — VI Международный Благотворительный Кинофестиваль «Лучезарный ангел». Конкурсная программа (г. Москва) — фильм «Волшебные очки».
- 2009 — VI Международный Благотворительный Кинофестиваль «Лучезарный ангел». Конкурсная программа (г. Москва) — фильм «Происхождение самых обыкновенных вещей».
- 2009 —XIX МКФ «Послание к человеку». Специальная программа для детей (г. Санкт-Петербург) — фильм «Волшебные очки».
- 2010 — V!!! МКФ «Покров». Конкурсная программа (г. Киев) — аним. фильм «Красота Божьего мира».
- 2011 — VIII Международный кинофестиваль «Сказка». Конкурсная программа (г. Москва) — аним. фильм «Рождественская сказка».
- 2011 — VIII Международный телекинофестиваль «Саратовские страдания». Конкурсная программа (г. Саратов) — фильм «Борис Пильняк».
- 2014 — XI Международный Благотворительный Кинофестиваль «Лучезарный ангел». Внеконкурсный показ (г. Москва) — аним. фильм «Красота Божьего мира».  (стр 79)
- 2015 — XXXVII Московский Международный Кинофестиваль. Конкурсная программа (г. Москва)-фильм «Картонный человек».
- 2015 — IV Московский Молодёжный Кинофестиваль «Будем жить!». Конкурс короткого метра.(г. Москва) — фильм «Картонный человек».

### Награды
- 2005 — Приз и Диплом за творческое переосмысление русской классики для современной детской аудитории. Ассоциация христианских телерадиожурналистов (г. Санкт-Петербург) — фильм «Настя дочь кондуктора».
- 2005 — Диплом за гуманистическую интонацию в конкурсе экспериментальных фильмов. II МКФ «Саратовские страдания»(г. Саратов) — фильм «Настя дочь кондуктора».
- 2005 — Приз «Хрустальный ключ» и Диплом «За доброту и справедливость». VII МКФ «Сказка» (г. Москва) — фильм «Настя дочь кондуктора».
- 2008 — II Премия VI МКФ «Покров» (г. Киев)- фильм «Кукла рождественской девочки»
- 2008 — Специальное упоминание жюри. V МКФ «Новое кино 21 век». (г. Москва) — фильм «Происхождение вещей».
- 2009 — Диплом «За православное кино для детей». VII МКФ «Покров» (г. Киев) — фильм «Настя дочь кондуктора».
- 2009 — Особое внимание жюри. III МКФ «Ступени» (г. Харьков) — фильм «Кукла рождественской девочки».
- 2009 — Победитель всероссийского фестиваля «Телепрофи» (г Саратов) — фильм «Происхождение вещей».
- 2010 — Диплом IX МКФ"Покров" (г. Киев) — фильм «Николка».
- 2011 — Первое призовое место (Грамота от Министра культуры Российской Федерации А. А. Авдеева) на VIII Всероссийском кинофестивале короткометражных фильмов «Семья России» — аним. фильм «Красота Божьего мира».
- 2010 Режиссёр и соавтор сценария. Приз за лучший экспериментальный фильм. МКФ Саратовские страдания. Г. Саратов. «Околоколомна»  (недоступная ссылка)
- 2010 — МКФ «Покров» Киев. Третья премия анимационный, 5 мин. «Околоколомна»   (недоступная ссылка)
- 2010 — Диплом на лучший детский мультфильм на МКФ «Сказка» Москва

## Театральные работы

### Сценограф
- «Бам2» (реж. Кристоф Фетрие) Французский культурный центр (г. Москва)
- Е. Шварц «Снежная королева» (Экспериментальный театр «Pastila» г. Коломна)
- «Щелкунчик» по мотивам повести-сказки Э. А. Гофмана " (Экспериментальный театра «Pastila» г. Коломна)
- К. Прутков «Фантазия» (Экспериментальный театра «Pastila» г. Коломна)
- «Чехов» По рассказам А.Чехов (Экспериментальный театра «Pastila» г. Коломна)
- А. Островский «Женитьба Бальзаминова» (Экспериментальный театра «Pastila» г. Коломна)
- Н.Гоголь «Невероятная история рассказанная пасечником в канун Рождества» («Музейный театр» г. Коломна)
- Н.Гоголь «Ревизор» (Экспериментальный театра «Pastila» г. Коломна
- Г. Сапгир «Кот в сапогах» (Экспериментальный театра «Pastila» г. Коломна)
- По произведению В.Ерофеева «Гимн икоте» («Музейный театр» г. Коломна)
- По произведению П. Каратыгина «Булочник или коломенский немец» («Музейный театр» г. Коломна)
- «Ворон» Сценарий И. Ролдугин по мотивам сказки Карло Гоцци (Театр «Parabasis» г. Москва)

### Режиссёр
- «Мирсконца» спектакль по произведениям Вен. Ерофеева Д. Хармса В. Хлебникова А Чехова (Совместно с Л. Ролдугиной. «Маленький театр» г. Липецк)
- «Лекарь поневоле» Ж-Б Мольер (Маленький театр г. Липецк)
- «Онегин?» По мотивам романа А. С. Пушкина Экспериментальный моноспектакль. (Автор идеи и исполнитель Людмила Ролдугина. Режиссёр Игорь Ролдугин. Спектакль показан в театрах «Ленсовета», «Приют комедианта,«Табакерка» и др.)
- «Егерь», А. П. Чехов (Малая сцена Липецкого академического драматического театра.)
- «Мизантроп» Ж-Б Мольер (Малая сцена Липецкого академического драматического театра.)

### Сценарист
- Н.Гоголь «Невероятная история рассказанная пасечником в канун Рождества» («Музейный театр» г. Коломна)
- «Щелкунчик» по мотивам повести-сказки Э. А. Гофмана " (Экспериментальный театра «Pastila» г. Коломна)
- Е. Шварц «Снежная королева» (Экспериментальный театр «Pastila» г. Коломна)
- «Ворон» Сценарий И. Ролдугин по мотивам сказки Карло Гоцци (Театр «Parabasis» г. Москва)
- «Чудесная история Кая и герды» по Г. Х. Андерсену (Театр «Parabasis» г. Москва)

## Выставки
- 1989 г. Выставочный зал г. Липецка (в составе группы «Арт»)
- 1990 г. Музей им. Коненкова, г. Смоленск (в составе группы «Арт»)
- 1991 г. галерея «Нагорная», г. Москва (в составе группы «Арт»)
- 1992 г. галерея «Нагорная», г. Москва (персональная выставка)
- 1992 г. Музей г. Лулио, Швеция (в составе группы «Арт»)
- 1993 г. Галерея «Соло», г. Мурманск (в составе группы «Арт»)
- 1993 г. Галерея «Соло», г. Мурманск (персональная выставка)
- 1994 г. Галерея «Соло», г. Мурманск (в составе группы «Арт»)
- 1994 г. Музей им. Радищева, г. Саратов (персональная выставка)
- 1995 г. Выставочный зал г. Липецка (в составе группы «Арт»)
- 1996 г. Музей им. Радищева, г. Саратов (в составе «Иронической выставки»)
- 1996 г. Краеведческий музей г. Чаплыгин (персональная выставка)
- 1997 г. Летний сад, «Чайный домик», г. Санкт-Петербург (персональная выставка)
- 1997 г. Выставочный зал г. Липецка (в составе группы «Арт»)
- 1997 −1998 гг. «Русское поле», г. Саратов (персональные выставки)
- 1998 г. «Кофейный домик», г. Санкт-Петербург (персональная выставка)
- 1999 г. Летний сад, «Чайный домик», г. Санкт-Петербург (персональная выставка)
- 2000 г. музей им. Чернышевского, г. Саратов
- 2001 г. музей Павла Кузнецова, выставка-акция «Структурный анализ», г. Саратов
- 2002 г. галерея «Арт-гавань», г. Санкт-Петербург (персональная выставка)
- 2002 г. музей им. Павла Кузнецова «Рождественская выставка», г. Саратов
- 2003 г. «Бродячая собака», г. Санкт-Петербург (персональная выставка)
- 2003 г. музей им. Павла Кузнецова
- 2000—2005 гг. ежегодные персональные выставки в театре «Табакерка», г. Москва
- 2005-2009гг Ежегодные персональные выставки в музее «Мельникова» Г. Энгельс  (недоступная ссылка)
- 2010г Москва сити (Москва) (персональная выставка)
- 2010 г. Музей Павла Кузнецова (Саратов (персональная выставка)
- 2013 г. Музей Им. Радищева (персональная выставка)
- 2012—2017 гг. Выставик «Арт-либитум» Галерея Нефта (Воронеж)
- 2016 г. Винзавод Vinyl Gallery (совместно с Сергеем Левитовым) г. Москва
- 2017 г. Москва Сити Башня Федерация Restobar (совместно с Лианой Моисеевой)  (недоступная ссылка)

## Оценки творчества
«Художник Игорь Ролдугин укоренен в культуре и в его работах я вижу эти культурные пласты и конкретно целый ряд художников, творческий опыт которых глубоко и органично усвоен мастером. Если говорить о творческом гинезисе художника Ролдугина, то я вижу несколько таких конкретных пластов, это художники итальянского проторенессанса., итальянские примитивисты. Из наших мастеров, творчество которых мне очень близко, Борисов-Мусатов. Это говорит о романтическом векторе творчества Игоря и мне это очень импонирует. У Игоря есть свой творческий метод, что очень важно. Есть система, которая видна в его живописной технике. И ещё одно качество которое мне очень интересно это сновидческое качество его живописи, цветные сновидческие сны. Причем сама живопись очень плотная пастозная. Художник лепит формы цветом, цветовым пятном. Эта такая подвижная архитектура, я бы сказал фантастическая, творческие фантазмы художника они интересны и они на сегодняшнем фоне пустого декоративизма запоминаются. У художника есть свое творческое лицо. Игорь пишет не просто видимую реальность, а свой внутренний мир. Это другая реальность. И если эта другая реальность вас убеждает, это и есть искусство»
(Григорий Климовицкий Искусствовед )
«Игорь из тех художников которые создают миры. Но вот если у Сальвадора Дали не хочется жить в его мирах, а просто интересно их со стороны разглядывать, то у Игоря хочется там побывать, там пожить. Хотя бы потому что его фантазия гораздо интереснее и богаче чем моя фантазия и я думаю всех остальных его почитателей. Очень хочется там побывать.»
(Дмитрий Назаров. Народный артист России) 
«Я чувствую что я эмоционально жив, когда смотрю на картины Ролдугина и оказываюсь там внутри, хотя это пространство не похоже на то что можно вообразить самому себе. Сам я бы не смог вообразить такого, у меня бы не хватило ни таланта ни воображения. Но я счастлив что я могу в него погрузиться.»
(Александр Динес. Российский тележурналист; автор и ведущий телеигры «Маркиза» и развлекательной программы «7 шляп». Член Академии Российского телевидения. Арт-директор Всероссийского фестиваля телевизионных программ и фильмов «ТелеПроФи») 
«Художественная радость-это вещь очень серьёзная и необходимая в нашей жизни. И мы счастливы когда её нам дарит художник, а имя этому художнику Игорь, нас обоих зовут Игори. И один Игорь потребляет эту радость а другой её дарит. Я очень радуюсь роли потребителя художественной радости Игоря Ролдугина»
(Игорь Яцко. Заслуженный артист России. Главный режиссёр театра Школа Драматического Искусства)